# Las Toscas (Tacuarembó)
Las Toscas ist eine Ortschaft in Uruguay.

## Geographie
Las Toscas befindet sich auf dem Gebiet des Departamento Tacuarembó in dessen Sektoren 8 und 12 am Ufer des Arroyo Caraguatá. Nächstgelegene Ansiedlungen sind Puntas de Cinco Sauces im Norden sowie Rincón de Pereira im Südwesten.

## Infrastruktur
Las Toscas liegt an der Ruta 26. 

## Einwohner
Die Einwohnerzahl von Las Toscas beträgt 1.142 (Stand: 2011), davon 537 männliche und 605 weibliche.
| Jahr | Einwohner |
| ---- | --------- |
| 1963 | -         |
| 1975 | 175       |
| 1985 | 461       |
| 1996 | 651       |
| 2004 | 781       |
| 2011 | 1.142     |

Quelle: Instituto Nacional de Estadística de Uruguay

## Söhne und Töchter von Las Toscas
- Enzo Pérez (* 1990), Fußballspieler